# Йорк (окръг, Мейн)
Вижте пояснителната страница за други значения на Йорк.
Окръг Йорк (на английски: York County) е окръг в щата Мейн, Съединени американски щати. Площта му е 3292 km², а населението – 202 343 души (2016). Административен център е град Алфред.